# 国際教育到達度評価学会
国際教育到達度評価学会(こくさいきょういくとうたつどひょうかがっかい、英:The International Association for the Evaluation of Educational Achievement(IEA))とは、非営利の国際学術研究団体。本部はアムステルダムにある。教育の分野についての政策立案決定の多くに影響を及ぼしている。

## 概要
国際共同研究調査の一つである国際数学・理科教育動向調査（TIMSS）を実施、OECD生徒の学習到達度調査(PISA)とともに日本の学校教育における学力低下の問題を提起した。